# تختغاة صفيار سلطان (مقاطعة دالاهو)
تختغاة صفيار سلطان (بالفارسية: تختگاه صفیار سلطان) هي قرية تقع في كرمانشاه في إيران. يقدر عدد سكانها بـ 88 نسمة .